# Order Sun Jat-sena
Order Sun Jat-sena (chiń. trad. 中山勳章; pinyin Zhōngshān xūnzhāng) – jednoklasowe odznaczenie cywilne Republiki Chińskiej.
Ustanowiony przez Czang Kaj-szeka 12 lutego 1941. Nadawany za wkład w rozwój i bezpieczeństwo narodowe. Istnieje tylko jeden stopień tego odznaczenia.